# Kazuhisa Irii
Kazuhisa Irii (født 18. oktober 1970) er en tidligere japansk fodboldspiller.
Han har spillet for flere forskellige klubber i sin karriere, herunder Kashima Antlers og Kashiwa Reysol.